# Шмид, Беньямин
Беньямин Шмид (нем. Benjamin Schmid; род. 13 сентября 1968, Вена) — австрийский скрипач и музыкальный педагог.

## Биография
Беньямин Шмид учился в Моцартеуме, Венской академии музыки и Кёртисовском институте, занимался в мастер-классах Натана Мильштейна, Шандора Вега, Иври Гитлиса и Дороти Делэй. В 1992 году стал последним лауреатом (перед его внезапным закрытием) Международного конкурса скрипачей имени Карла Флеша в Лондоне, получив, помимо Гран-при, ещё два специальных приза и приз зрительских симпатий.
Сотрудничал с ведущими дирижёрами мира, в том числе с Иегуди Менухиным, с которым также исполнил в дуэте Концерт для двух скрипок с оркестром Иоганна Себастьяна Баха. Широкое внимание специалистов привлёк гастрольный тур Шмида 2000 года с произведениями для скрипки соло Баха и Эжена Изаи. Среди записей Шмида, помимо сочинений Баха и Изаи, — «Времена года» Вивальди, концерты Гайдна, Моцарта, Брамса и Гольдмарка, 24 каприса Николо Паганини, Шотландская фантазия Макса Бруха, произведения Ханса Пфицнера и Адольфа фон Гензельта и др.
Преподаёт в Моцартеуме, постоянный участник Зальцбургского фестиваля.
Известен также склонностью к джазовому музицированию.